# Castrica phalaenoides
Castrica phalaenoides är en fjärilsart som beskrevs av Dru Drury 1773. Castrica phalaenoides ingår i släktet Castrica och familjen björnspinnare. Inga underarter finns listade i Catalogue of Life.